# سی‌بی‌جی‌بی (فیلم)
سی‌بی‌جی‌بی یک فیلم درام بیوگرافیک آمریکایی محصول ۲۰۱۳ در مورد یک باشگاه موسیقی سابق در نیویورک به نام سی‌بی‌جی‌بی است. که روایتگر داستان باشگاه نیویورک اثر هیلی کریستال که مفهوم آن به عنوان مکانی برای موسیقی کانتری، بلوگرس و بلوز (CBGB) است که در نهایت تبدیل می‌شود به زادگاه راک اند رول زیرزمینی و پانک. این فیلم از ابزارهایی مانند تابلوهای کمیک بوک و همچنین متن روی صفحه برای شناسایی چهره‌های مهم در جنبش پانک استفاده می‌کند.

## بازیگران
- آلن ریکمن در نقش هیلی کریستال
- اشلی گرین در نقش لیزا کریستال
- مالین اکرمان در نقش دبی هری
- فردی رودریگز در نقش آیداهو
- رایان هرست در نقش مد مونتین
- استانا کاتیک در نقش گنیا راوان
- ریچارد دکلرک در نقش تاکسی
- روپرت گرینت در نقش چیتاه کروم
- جاستین بارتا در نقش استیو باتورز
- برنسون سی. آدامز در نقش جانی بلیتز
- جوئل دیوید مور در نقش جوئی رامون
- جاش زاکرمان درنقش جان هولمستروم
- کایل گالنر درنقش لو رید
- جانی گالکی درنقش تری اورک
- دونال لوگ درنقش مرو فرگوسن
- تیلور هاوکینز درنقش ایگی پاپ
- میکی سامنر درنقش پتی اسمیت
- کالب مک‌کاتر در نقش وین کانتی
- بردلی ویدفورت درنقش نیکی گانت
- پیتر واک درنقش لگز مک‌نیل
- استلا هریس درنقش برتا کریستال
- مایکل مسی درنقش مامور استن